# Châtillon-le-Duc
Châtillon-le-Duc é uma comuna francesa na região administrativa de Borgonha-Franco-Condado, no departamento de Doubs. Estende-se por uma área de 6,26 km². Em 2010 a comuna tinha 2 095 habitantes (densidade: 334,7 hab./km²).